# Síndrome de Andersen-Tawil
El  síndrome de Andersen-Tawil  , también llamado síndrome de Andersen y  síndrome del QT largo 7 es una forma de  síndrome del QT largo  y también se considera una forma rara de parálisis periódica. Es un desorden genético raro, heredado de forma autosómica dominante.

## Clínica
El síndrome de Andersen-Tawil afecta al corazón, los síntomas son debidos a alteraciones del ritmo cardíaco (arritmia ventricular) asociados a los síntomas del síndrome de QT largo. Hay algunas alteraciones físicas, afectando a cabeza, cara y miembros.Estas características frecuentemente incluyen una inusual mandíbula pequeña (micrognatia), implantación baja de orejas, a una curvatura anormal de los dedos llamada clinodactilia.